# Campello sul Clitunno
Campello sul Clitunno là một đô thị ở Perugia trong vùng Umbria, nằm cách khoảng 45 km về phía đông nam của Perugia.
Đền Clitumnus và thượng nguốn sông Clitunno nằm tại khu vực đô thị này. Đồng thời, nơi đây cũng là một trung tâm sản xuất dầu ô liu, bên cạnh các loại đặc sản địa phương là tôm càng xanh và cá hồi.
Một thảm họa cháy nổ tại một cơ sở sản xuất dầu ô liu năm 2006 tại đây đã khiến một người bị thiệt mạng và 500 người đã phải sơ tán.
Campello sul Clitunno giáp các đô thị: Cerreto di Spoleto, Sellano, Spoleto, Trevi, Vallo di Nera.